# Lise Girardin

Lise Girardin (1971)

Lise Girardin (* 15. Februar 1921 in Genf; † 16. Oktober 2010 ebenda) war eine Schweizer Politikerin (FDP) und die erste Frau im Ständerat. 

## Biografie
Lise Girardin wurde am 15. Februar 1921 in Genf als Tochter von Alice und Ernest Baud, einem Mathematikprofessor, geboren. 1943 wurde ihr an der Universität Genf das geisteswissenschaftliche Lizentiat verliehen, sie unterrichtete danach Französisch, vor allem am Séminaire de français moderne der Genfer Universität. 
Im Jahr 1961, kurz nach Einführung des kantonalen Frauenwahlrechts, wurde sie in den Genfer Grossen Rat gewählt, dem sie bis 1973 angehörte. 1967 wurde sie als erste Frau in den Conseil administratif der Stadt Genf gewählt und war in den Jahren 1968, 1972 sowie 1975 Genfer Stadtpräsidentin. Sie war damit die erste Frau, die in der Schweiz ein solches Amt innehatte. Sie blieb Mitglied der Genfer Stadtregierung bis 1979. 
Nach der Einführung des Frauenstimmrechts auf nationaler Ebene im Jahr 1971 gelang Girardin als erster Frau der Einzug in den Ständerat, dem sie bis 1975 angehörte. Sie wurde 1971 auch in den Verwaltungsrat der damaligen Schweizerischen Bankgesellschaft gewählt. Sie hatte von 1984 bis 1991 den Vorsitz der Eidgenössischen Ausländerkommission inne, wo sie sich für Einbürgerungserleichterungen einsetzte, insbesondere für die Secondos.
Girardin engagierte sich ausserdem für die Demokratisierung von Bildung und Studium, die Legalisierung des Schwangerschaftsabbruchs, familienrechtliche Fragen sowie für die Gleichstellung von Mann und Frau. 1992 setzte sie sich für den Beitritt der Schweiz zum Europäischen Wirtschaftsraum ein.
2019 wurde an ihrem Sitzplatz im Ständeratssaal eine Plakette mit ihrem Namen angebracht, welche an die erste Frau in dieser Kammer erinnert.